# New York City Fire Department
Il New York City Fire Department, ufficialmente Fire Department City of New York (FDNY), è il dipartimento dell'amministrazione di New York responsabile della protezione dei cittadini dagli incendi e dai pericoli ad essi connessi, nonché a fornire servizio medico di emergenza, supporto tecnico, nonché servizio di emergenza a seguito di calamità naturali o a eventuali incidenti connessi al rischio nucleare, batteriologico, chimico e radioattivo.

## Descrizione
La sede centrale del dipartimento è ubicata presso il MetroTech Center, nella Downtown di Brooklyn.
Durante gli attentati dell'11 settembre 2001 il dipartimento ha perso 343 vigili del fuoco, tra cui il Comandante Peter J. Ganci, Jr., 2 paramedici e il cappellano del Dipartimento Reverendo Mychal Judge.

## Gradi
| Grado                      | Insigne                | Insigne              | Insigne            |
| Grado                      | Colletto della camicia | Colletto del vestito | Manica del vestito |
| -------------------------- | ---------------------- | -------------------- | ------------------ |
| Capo Dipartimento          |                        |                      |                    |
| Capo delle operazioni      |                        |                      |                    |
| Capo dello SME             |                        |                      |                    |
| Assistente capo            |                        |                      |                    |
| Vice vice capo             |                        |                      |                    |
| Comandante della Divisione |                        |                      |                    |
| Capo Divisione EMS         |                        |                      |                    |
| Cappellano Maggiore        |                        |                      |                    |
| Ispettore Capo             |                        |                      |                    |
| Vice Capo                  |                        |                      |                    |
| Cappellano                 |                        |                      |                    |
| Vice Ispettore Capo        |                        |                      |                    |
| Comandante di battaglione  |                        |                      |                    |
| Capo battaglione           |                        |                      |                    |
| Capitano                   |                        |                      |                    |
| Ispettore associato L2     |                        |                      |                    |
| Tenente                    |                        |                      |                    |
| Ispettore associato L1     |                        |                      |                    |
| Pompiere                   | No insigne             | No insigne           | No insigne         |
| Ispettore                  | No insigne             | No insigne           | No insigne         |
| EMT                        | No insigne             | No insigne           | No insigne         |
| Paramedici                 | No insigne             | No insigne           | No insigne         |